# Stopa hazardu
Stopa hazardu – pochodna funkcji hazardu. Określa zbliżający się moment bankructwa danej firmy w najbliższej przyszłości. Potocznie nazywany natychmiastową stopą bankructwa.

## Wzór
Stopa hazardu spełnia zależność:
{\displaystyle \Gamma _{P}(t)=\int \limits _{0}^{t}\gamma _{P}(s)ds,} dla każdego {\displaystyle t\geqslant 0,}
gdzie:
{\displaystyle \Gamma _{P}(t)} – funkcja hazardu,
{\displaystyle \gamma _{P}(t)} – stopa hazardu.

## Własności

### Twierdzenie
Jeżeli zmienna {\displaystyle \tau } posiada gęstość {\displaystyle {\mathcal {f}}_{P},} wówczas istnieje stopa hazardu dana wzorem:
{\displaystyle \gamma _{P}(t)={\frac {{\mathcal {f}}_{P}(t)}{1-F_{P}(t)}}.}
Odwrotnie, jeżeli stopa hazardu {\displaystyle \gamma _{P}} istnieje, wówczas {\displaystyle \tau } posiada gęstość postaci:
{\displaystyle {\mathcal {f}}_{P}(t)=\gamma _{P}(t)e^{-\Gamma _{P}(t)}.}

### Dowód
Załóżmy, że {\displaystyle \tau } ma gęstość {\displaystyle {\mathcal {f}}_{P}.} Chcemy pokazać, że:
{\displaystyle \int _{0}^{t}{\frac {{\mathcal {f}}_{P}(s)}{1-F_{P}(s)}}ds=\Gamma _{P}(t)}
Wyliczając całkę po lewej, otrzymujemy:
{\displaystyle \int _{0}^{t}{\frac {{\mathcal {f}}_{P}(s)}{1-F_{P}(s)}}ds=\int _{0}^{t}{\frac {F'_{P}(s)}{1-F_{P}(s)}}ds=-ln(1-F_{P}(t))=\Gamma _{P}(t),}
gdyż {\displaystyle {\mathcal {f}}_{P}(s)=F'_{P}(s)} dla prawie wszystkich {\displaystyle s\in [0,\infty ).}
Jeżeli stopa hazardu {\displaystyle \gamma _{P}} istnieje i {\displaystyle {\mathcal {\gamma }}_{P}(t)=\Gamma '_{P}(t)} dla prawie wszystkich {\displaystyle t\in [0,\infty ),} wówczas dystrybuanta wyraża się wzorem:
{\displaystyle F_{P}(t)=1-e^{-\Gamma _{P}(t)},}
gdzie po zróżniczkowaniu otrzymujemy:
{\displaystyle F'_{P}(t)=\gamma _{P}(t)e^{-\Gamma _{P}(t)}={\mathcal {f}}_{P}(t)} dla prawie wszystkich {\displaystyle t\in [0,\infty ).} {\displaystyle \Box }

## Przykłady
- Jeżeli moment bankructwa ma rozkład wykładniczy to dla każdego {\displaystyle t\geqslant 0{:}}

{\displaystyle \gamma _{P}(t)=\lambda ,}
{\displaystyle \Gamma _{P}(t)=\lambda t.}
- Dla rozkładu gamma o parametrach {\displaystyle k=3} oraz {\displaystyle \theta =2} stopa hazardu wyraża się wzorem:

{\displaystyle \gamma _{P}(t)={\frac {4t^{2}}{2t^{2}+2t+1}},} dla każdego {\displaystyle t\geqslant 0.}